# 薬物中毒
薬物中毒（やくぶつちゅうどく）とは、薬物による過剰な毒の作用が生じている状態である。細菌によるものではない。世界保健機関の『ICD-10 第5章:精神と行動の障害』におけるものは中毒（intoxication）であり、主に向精神薬によって精神に機能障害が生じた状態である。「ICD-10 第19章:損傷、中毒およびその他の外因の影響」における中毒（poisoning）は、なんらかの薬物を過剰摂取したことによって有害な影響が生じている場合である。反対に、依存を形成した薬物が体内から減っていくことによって生じる状態は離脱である。
日本の法律上の中毒（addiction）は、医学用語と異なるため、嗜癖や薬物依存症にて説明する。また、中毒学会が扱う範囲は毒性学（toxicology）である。

## 2種の急性中毒、または嗜癖
比較的低用量でも生じる主に精神症状の急性中毒と、主に過剰摂取によって生じる急性中毒に同じ訳語が割り当てられており、さらには、依存に関連した状態を日本の法律上の用語として中毒としている。

### 嗜癖や依存
日本の麻薬及び向精神薬取締法においての中毒（addiction）とは、法律上の用語として依存と関連するような状態を指す。医学的には嗜癖と訳されるaddictionの語は、しばしば依存と混同される。薬物がやめられない状態に対する『ICD-10 第5章:精神と行動の障害』における診断名は、依存症や、（薬物乱用に変わる用語としての）有害な使用である。
薬物に対する依存（Dependence）が形成された状態に対する学会は、日本アルコール・薬物医学会（Japanese Medical Society Of Alcohol & Drug Studies）や日本依存神経精神薬理学会（Japanese Society for Neuroscience of Dependence）である。
柳田知司は、1975年にも依存症の意味での中毒の用語は廃棄して、依存症の語の使用を提案している。

### 急性中毒
加えて、主として精神障害を起こしている中毒（intoxication）と、そうではない過剰摂取を含む中毒（poisoning）が同じ訳語である。
中毒（poisoning）は、主に『疾病及び関連保健問題の国際統計分類』(ICD-10)におけるT36-T50の分類に対するものである。急性アルコール中毒による昏睡などはこちらである。日本中毒情報センター（Japan Poison Information Center）は急性の毒の作用である中毒に対する。
一方で、急性中毒（acute intoxication）の診断名は、『ICD-10 第5章:精神と行動の障害』におけるもので、意識水準や認知、知覚、感情や行動が変化した機能的な障害を伴った一過性の状態である。これらは依存や離脱を生じる薬物の診断コードF10-19に分類されており、F55に分類された依存を生じない物質とは異なる分類である。カフェインが原因の不眠症などはこちらである。

## 診断
以降で、世界保健機関とアメリカ精神医学会によるものを解説する。

### 世界保健機関

#### 中毒
ICD-10（『疾病及び関連保健問題の国際統計分類』）におけるT36-T50が中毒（poisoning）である。これには、過剰摂取や誤投薬が含まれるが、乱用や副作用は別の診断コードF55である。

#### 急性中毒（向精神薬）
ICD-10における、診断コードF1x.0が向精神薬による精神と行動の障害の、急性中毒（Acute intoxication）である。急性中毒は、肝臓などに異常がなければ、密接に薬物の量と関連して生じ、物質による主要な行動的作用を反映しているということもない。（奇異反応のような）抑制剤が興奮や過活動を起こしたり、精神刺激薬が内向的な行動を生じることもある。脱抑制が生じることもある。幻覚性のある薬物による「バッド・トリップ」や、アルコール依存症の急性の酩酊も含まれる。向精神薬が原因であっても単なる過剰摂取は、T36-T50の中毒（poisoning）である。
F10.07生理学的中毒は、アルコールにのみ適用され、多くの人に中毒を生じない量のアルコールを飲んだすぐ後に、暴力的になる状態である。

##### 鑑別診断
向精神薬によるものは、有害な使用（F1x.1）、依存症（F1x.2）、精神病性障害（F1x.5）も考慮できる。また頭部外傷や低血糖、ほかには複合的な中毒（intoxication）の可能性も考慮できる。

### アメリカ精神医学会
『精神障害の診断と統計マニュアル第4版』（DSM-IV）においては、中毒である。アルコール、アンフェタミン、カフェイン、大麻、コカイン、吸入剤、ニコチン、アヘン類、フェンサイクリンジン、鎮静剤、催眠剤、または抗不安薬、多物質、その他の分類が存在する。実際には、特定の物質名を用いる。その他は、コルチゾール、抗ヒスタミン薬のように市販の、あるいは処方された医薬品、またはラベルがないなど特定不能に対する分類である。

#### 診断基準
全体的な診断基準として、基準Aの最近暴露された薬物が原因の可逆的な症状であり、基準Bの著しい苦痛や機能の障害を伴うなど重症であり、基準Cとして身体疾患による精神障害や、他の精神障害ではないということである。カフェインによって脈拍が早くなっている状態は、単にカフェインの生理学的な中毒作用であるが、不適応な行動を生じていない場合には、ここでいう中毒ではない。
物質の分類による診断基準が、別に存在する。

#### 解説
症状は、物質の摂取後に短期的に出現し回復する、認知機能障害や情緒反応、睡眠障害、脱抑制といったものである。原因となって生じる障害が用意され、特徴に沿って物質誘発性せん妄、物質誘発性気分障害、物質誘発性睡眠障害、物質誘発性性機能不全、といったものがカテゴリーとなっている。
中毒中の物質誘発性睡眠障害では、カフェイン、アルコール、アンフェタミン、コカイン、アヘンなどが中毒中に発症しやすく、「カフェイン誘発性睡眠障害、不眠症型、中毒中の発症」のように記入する。

#### 鑑別診断
DSMには重症度の概念が存在するため、ありふれた娯楽的な反応や、臨床的に著しい苦痛あるいは障害を生じていないもの、また行動面に障害のない認知機能障害は除外される。薬物からの離脱のように、薬物の血中濃度の低下に伴って生じるものではない。
覚醒剤、大麻、アヘンの中毒による、現実検討が損なわれていない、光、音、幻視は中毒であり、精神病性障害ではない。

## 薬物中毒以外の症状
- 原因不明の意識障害、ショック症状はショック#アナフィラキシー（薬物過敏症等）を参照。
- 微量の薬物の長期暴露による頭痛、吐き気、腹痛、慢性疲労、風邪症状は化学物質過敏症を参照。
- 激しい嘔吐（おうと）や下痢
- 通常では説明がつかない症状